# 庄内空港
庄内空港（しょうないくうこう、英: Shonai Airport）は、山形県庄内地方の酒田市と鶴岡市にまたがり立地する地方管理空港である。空港ターミナルビルは酒田市浜中に所在している。愛称は「おいしい庄内空港」。

## 概要

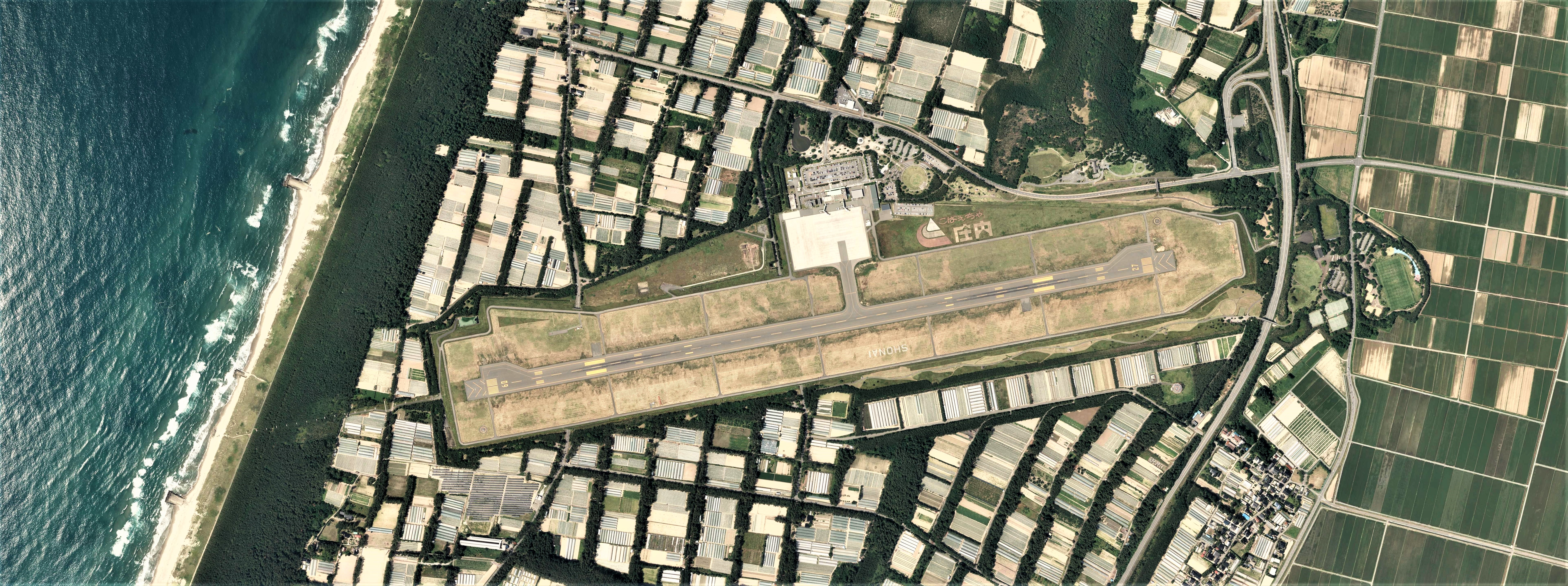
庄内空港の空中写真。2016年撮影の10枚を合成作成。

1970年代前後から、全国的に高速交通時代を迎えたが、庄内地方はそれに取り残されたため、空港設置を望む声が上がった。そうした要望を踏まえ地元自治体で組織される庄内開発協議会は、1970年7月、庄内空港建設を提唱した。また県も庄内空港建設調査会を設置。同調査会は『山形県庄内空港整備計画』を策定し、庄内地域の経済発展と情報格差是正に庄内空港の必要性を強調するとともにジェット機空港の建設を提言した。これを受け県は、庄内空港建設を県の重要開発事業として定め、国への働きかけを開始した。しかし、整備計画で建設予定地として提示された三川町において「庄内の美田をつぶすな」との声が起こり、建設推進の動きは止まってしまった。
その後、全国的に高速交通網の構築が進展する中、庄内地方は大都市（東京・大阪・仙台）到達まで陸路では半日を要する「陸の孤島」状態が依然として解消されないことに焦燥を募らせた庄内14市町村（当時）の議会が1980年7月、『庄内空港建設促進に関する決議』を可決、さらに翌年1月には、地元の各団体の代表者が結集し、庄内空港建設促進期成同盟会（会長前田巌）が結成され、前田の主導によって関係各方面への陳情や庄内全戸での100円募金と署名運動さらには啓蒙等が活発に繰り広げられた。
1986年11月、庄内空港建設が組み込まれた『第五次空港整備5箇年計画』が閣議決定されたことによって庄内空港の開設は決定した。だが、空港建設地である酒田市浜中の地権者の同意を取り付ける段階で「庄内空港を考える会」という建設反対グループが組織されたほか、反対グループを支援する「浜中の地権者を守る会」まで生まれ、さらには共有地権者まで現れる事態となった。反対理由は「行政不信」や「防風防砂対策への不信」などを主としたが、県による懸命な説得と設計の一部変更、砂丘農家に対する配慮の約束が交わされ、1988年6月、反対者と知事らとの間で協定書が締結され建設反対運動は解決をみた。また最大の反対理由として挙げられていた防風防砂対策への不信の解消策の一つとして、黒松など5万本を植栽した庄内空港緩衝緑地整備事業が実施されることになった。
1988年6月に空港本体の起工式が挙行され、工事は順調に進み、竣工の予定半年前に完成した。このため開港日も半年ほど早まり、第47回国民体育大会（べにばな国体）の前年である1991年10月1日に開港した。また、空港の開港は、複数の工業団地を造成し、団地に進出した企業の需要を見込んだ上での開港でもあった。庄内地方と隣接する秋田県にかほ市は、秋田空港より近くまた無料の駐車場があるため、利用圏内になっている。
ローカル線扱いの東京線は、庄内地方から東京へ短時間で直行できる唯一の高速交通手段で、陸路よりも有利なため、搭乗率は高く収益性が良い。そのためそれまで1日3便であった運航が、2006年のナイトステイの実現により1日4便に拡大されることになった。全日本空輸（ANA）グループの独占路線のため競争が働かない関係から「特割」などの事前購入割引運賃の割引率は低く設定されている。主な利用客は、地元関係者や帰省者に加えて、誘致した企業のビジネス（出張）関係である。年間利用客数は、国内356,529人、国際580人（2013年度）。搭乗率低迷により、2007年度限りで新千歳便が、2008年度限りで伊丹便が廃止となった。2019年8月1日には格安航空会社（LCC）のジェットスター・ジャパンが成田線（1往復）を開設したが、新型コロナウイルス感染症（COVID-19）流行に伴う需要低迷により、わずか1年半後の2021年3月に路線廃止となった。
空港近隣には、長野県諏訪市に本社を置くセイコーエプソンの子会社である東北エプソンがあることから、松本空港を結ぶ社用機による社員専用便を定期運航している。
2012年、「まめうさ」が空港ビルのマスコットキャラクターとしてデビュー。また、2022年には開港30周年を記念して、まめうさの友達の犬型ロボット「まめた」が新たに加わった。「まめた」はソニー製のaiboで雄の設定、名前はだだちゃ豆が好物であることが由来となっている。なお、まめうさと同じ年に登場している「だだちゃさん」（だだちゃ豆が由来）もキャラクターとして活動している。

## 沿革
- 1991年（平成3年）10月1日 - 供用開始（当初の運用時間は8:00 - 19:30）[2][3][26]。全日本空輸がエアバスA320で東京国際空港線[27]、ボーイング737-500で大阪国際空港線開設[27]。
- 1995年（平成7年）6月1日 - 新千歳空港線（6月 - 10月）が開設[27]。
- 1996年（平成8年）
  - 2月1日 - 新千歳空港線の通年運航を開始[27]。
  - 4月1日 - 動物検疫指定港になる[28]。
- 1997年（平成9年）4月1日 - 植物検疫指定港になる[28]。
- 1998年（平成10年）
  - 7月 - セイコーエプソン社員専用松本空港線が開設[要出典]。
  - 12月 - 関西国際空港線、新千歳空港線が冬期（12月 - 4月）運休となる[28]。
- 2000年（平成12年）
  - 4月 - 庄内産青果物フライト輸送50万ケース達成[要出典]。
  - 5月1日 - 関西国際空港線を全日本空輸からエアーニッポンに移管[27]。
  - 7月30日 - 搭乗者数300万人達成[27]。
- 2003年（平成15年）11月 - 関西国際空港線廃止[27]。
- 2004年（平成16年）4月1日 - フェアリンク（現在のアイベックスエアラインズ）がボンバルディアCRJ-100・200で大阪国際空港（伊丹）線を開設[27][29]。
- 2005年（平成17年）6月11日 - 搭乗者数500万人突破[28]。
- 2006年（平成18年）4月1日 - 運用時間を7:00 - 22:00に変更[28]。機材の夜間駐機（ナイトステイ）を開始[28]。
- 2007年（平成19年）
  - 10月19日 - 搭乗者数600万人達成[28]。
  - 12月21日 - JR羽越本線脱線事故を受け、突風のメカニズムを把握するため気象庁気象研究所によって空港ビル屋上にドップラー・レーダーが設置される[要出典]。
  - 12月27日 - セイコーエプソン社有機の着陸後に左車輪と接触した滑走路灯が破損。人的被害や他便への影響はなし[要出典]。
- 2008年（平成20年）3月13日 - 昨年12月21日から屋上に設置されていたドップラーレーダーが、冬期間の観測を終えたため撤去されたが、10月下旬に再び設置され翌年3月まで観測された。期間中、竜巻と見られる現象を何度か観測した[要出典]。
- 2009年（平成21年）3月31日 - 大阪国際空港線廃止[27]。
- 2012年（平成24年）12月8日 - 全日空機が、着陸後にオーバーランして滑走路先の芝生で停止。人的被害はなし[30][31][32]。
- 2014年（平成26年）5月29日 - 愛称として「おいしい庄内空港」を制定[28][33]
- 2015年（平成27年）
  - 3月5日 - 庄内RDOが仙台空港へ移管（2月5日付『官報』公示）。
  - 4月1日 - 東京航空局庄内空港出張所閉鎖（2月5日付『官報』公示）。リモート空港へ移行[28]。
- 2019年（令和元年）8月1日 - ジェットスター・ジャパンの成田線が開設[20][21]。
- 2020年（令和2年）10月25日 - ジェットスター・ジャパンの成田線が運休[22][34]。
- 2021年（令和3年）
  - 3月28日 - ジェットスター・ジャパンの成田線が廃止[23]。
  - 10月1日 - 仙台空港に設置していた仙台飛行援助センター(FSC)を廃止し、庄内空港のリモート管制を新千歳空港事務所の新千歳空港対空センターに業務移管[35][36]。
- 2023年（令和5年）6月30日 - 第17回ANAクオリティアワード最優秀賞受賞[37]。

## 施設

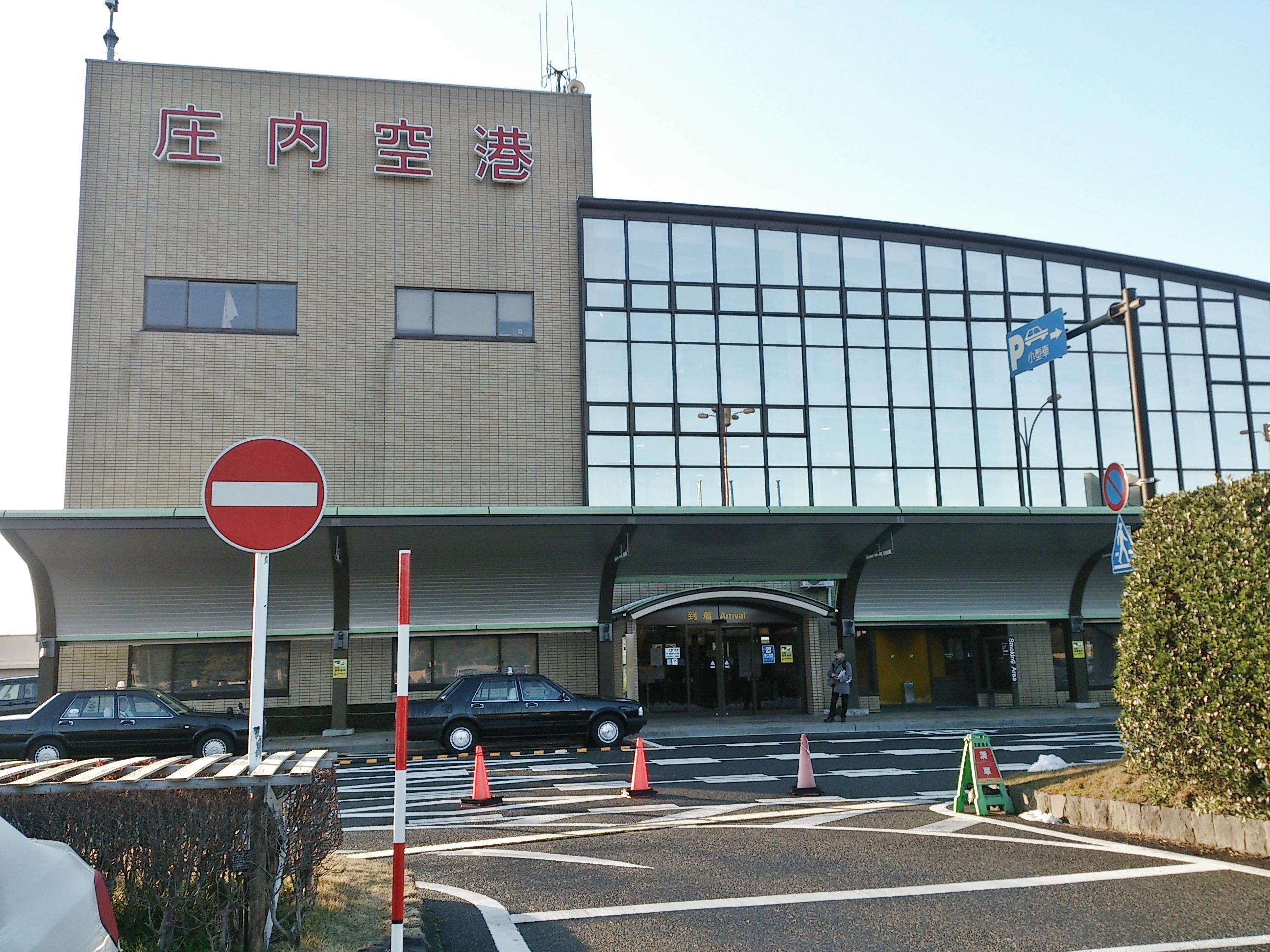
庄内空港ターミナルビル

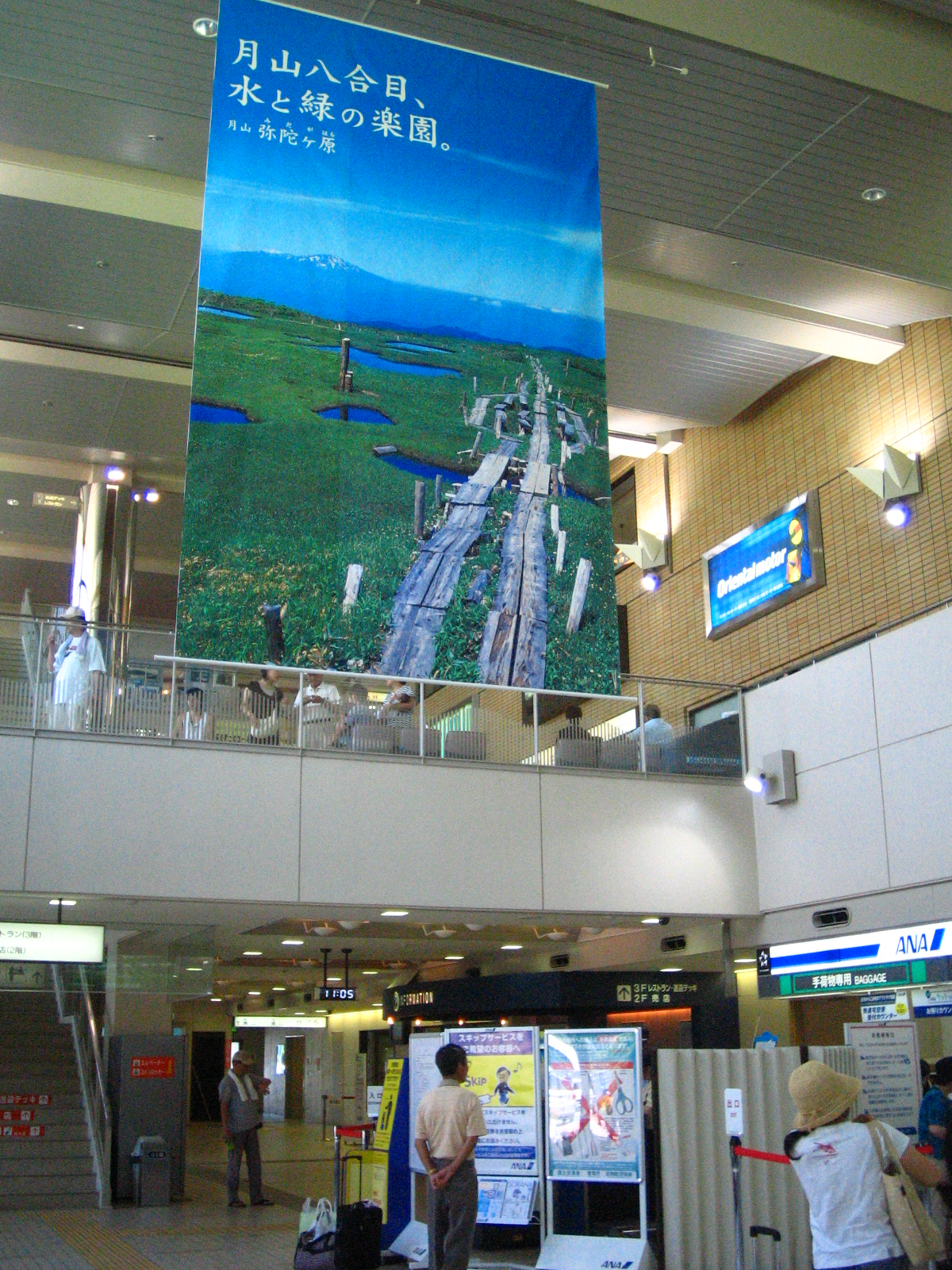
ターミナルビル内部

空港ターミナルビルは庄内空港ビル株式会社が運営しており、3階建で屋上に展望デッキが設置されている。また、ビルの屋根は庄内地方が産地となっている庄内米をモチーフとしており、屋内は吹き抜け構造となっている。各テナントの詳細は、公式サイトの施設案内を参照。
1階
- ANAカウンター
- 到着ロビー
- インフォメーション
- 酒田警察署庄内空港警備派出所[38]

2階
- 出発ロビー
- 搭乗待合室 - ボーディングブリッジが2基設置されている。
- ANAFESTA 庄内空港ロビー店（7:45 - 17:40）
- 清川屋 庄内空港店（7:45 - 17:40）

3階
- 平田牧場 庄内空港店（レストラン・カフェ） - ロースカツ丼が看板メニューとして提供されている[39]。
- Tre Plads（無料休憩所）
- 庄内空港ビル事務所
- 山形県庄内空港事務所

## 就航路線

### 国内線
- 全日本空輸 (ANA) [注 1]
  - 東京国際空港（羽田空港）[2]

### 廃止された路線
- 全日本空輸（エアーニッポンで運航された便もあり）
  - 新千歳空港[27]
  - 大阪国際空港（伊丹空港）[27]
  - 関西国際空港[27]
- 中日本エアラインサービス
  - 函館空港[27]
- アイベックスエアラインズ
  - 大阪国際空港（伊丹空港）[27][29]
- ジェットスター・ジャパン (JJP) 
  - 成田国際空港[22][23][27]

## 交通
運行本数・運賃・経路・所要時間等の詳細は、該当項目や公式サイトを参照。

### リムジンバス
- 庄内交通
  - 庄交バスターミナル発着便（酒田駅・東北公益文科大学・エプソン前経由）
  - 鶴岡駅発着便（東京第一ホテル鶴岡・鶴岡サイエンスパーク・イオン三川経由）

## その他
- 庄内VOR/DME・ILSが整備されているものの[40]、保守官署は、仙台空港事務所システム運用管理センターである。